# Geografía de Macedonia del Norte

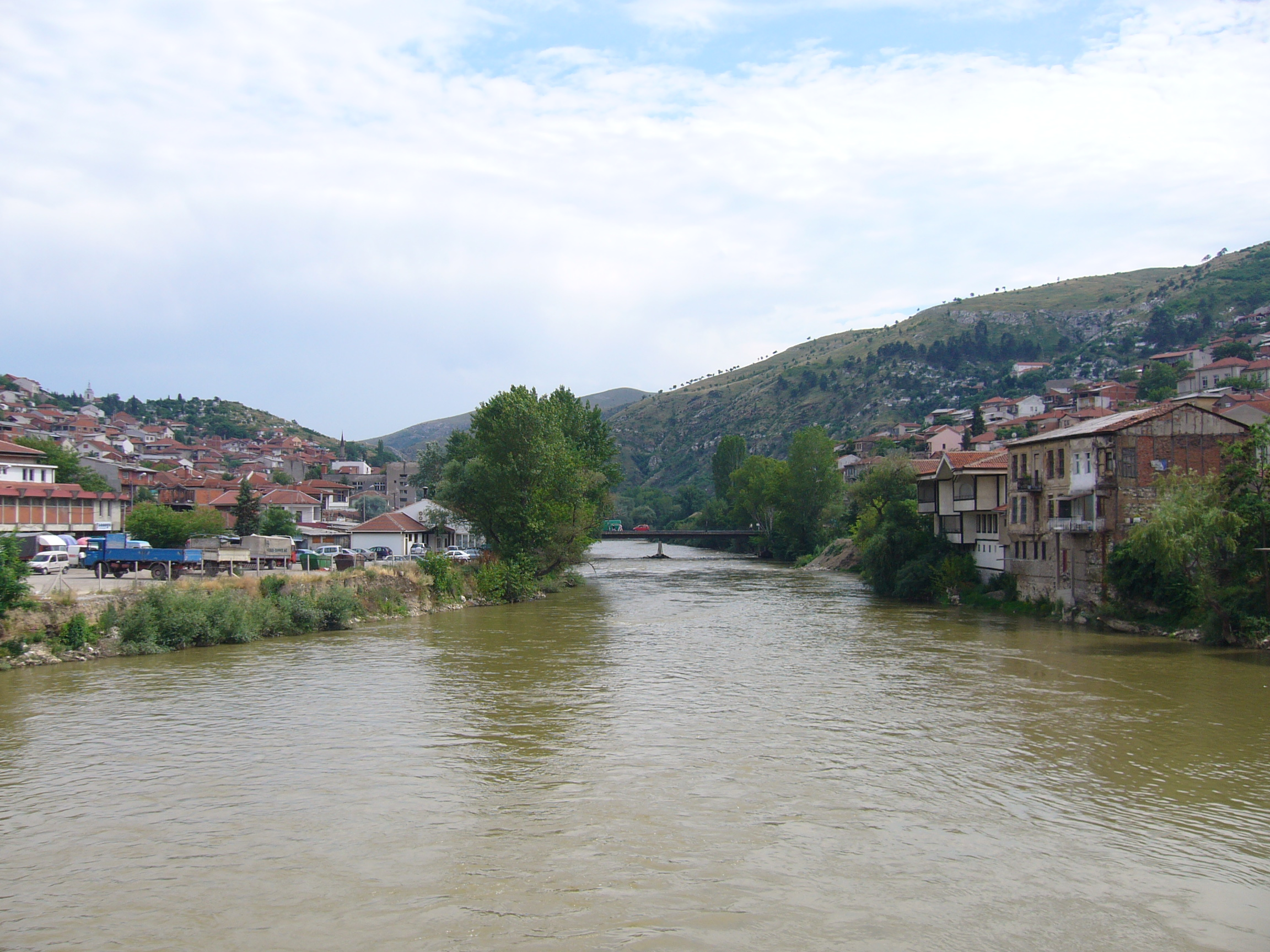
Río Vardar en Veles.

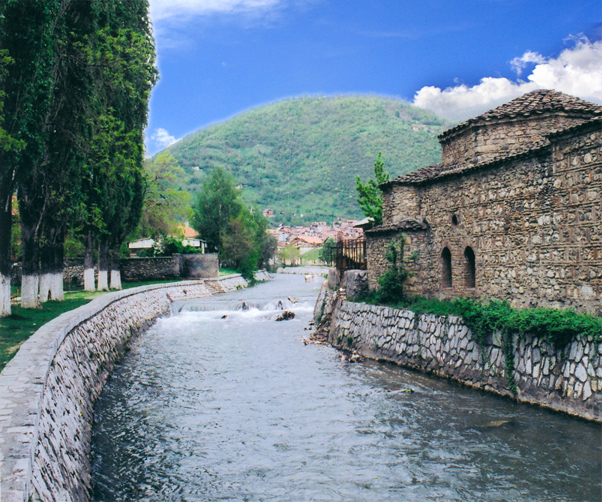
La cuenca del río Pena en Tetovo.

La República de Macedonia del Norte (nombre local, Republika Severna Makedonija
es un estado de Europa suroriental, al norte de Grecia. Era la antigua Peonia. Limita con Serbia al norte, Albania al oeste, Bulgaria al este y Grecia al sur.

## Geografía física

### Relieve

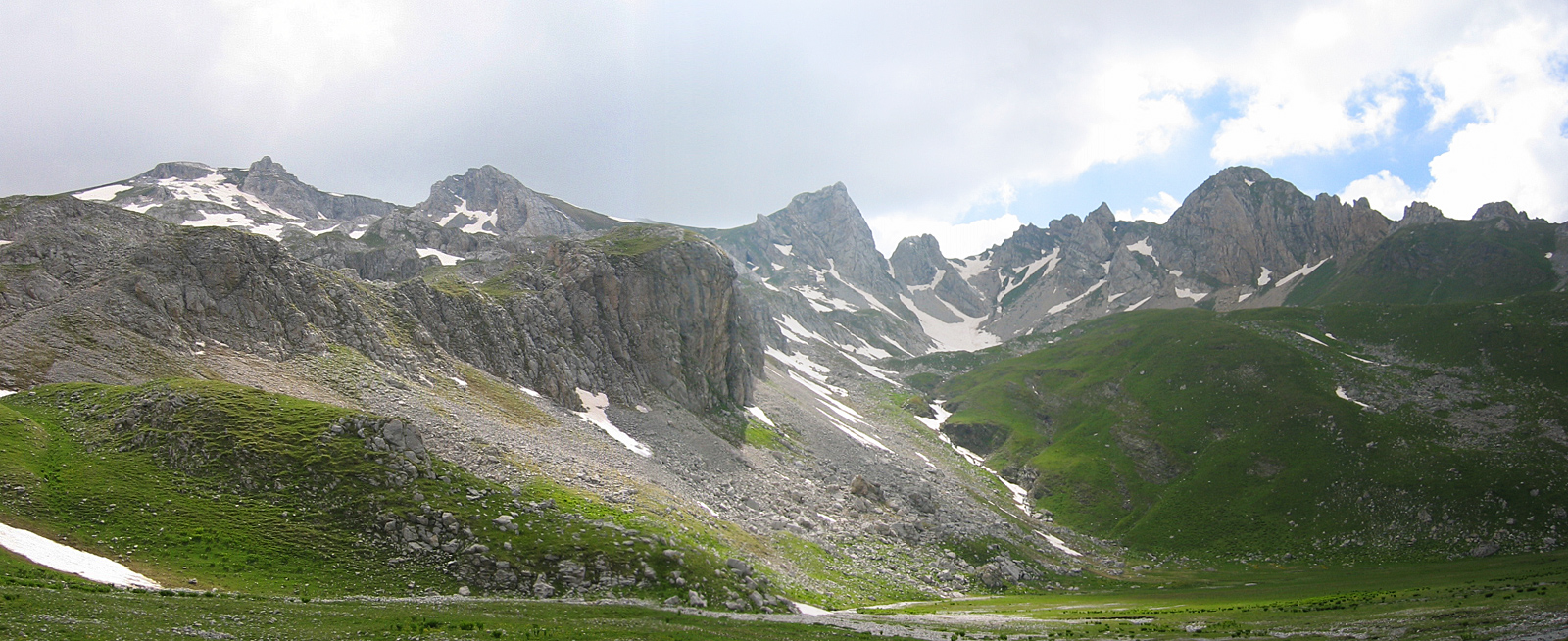
Monte Korab.

Su terreno es en su mayoría montañoso y elevado, situado entre los montes Šar (Sar Planina) y los Osogovske planina, alrededor del valle del río Vardar. Además de las montañas citadas cabe señalar los macizos de Korab, Baba, Ródope y Jakupica. En Macedonia del Norte se encuentran algunas de las montañas más altas de los Balcanes: Korab (1.764 m s. n. m., Pelister, 2.600 m s. n. m. y Solunska 2.540 m s. n. m. Las llanuras se encuentran en torno a los ríos. Entre las montañas hay hondas cuencas y valles.

### Ríos y lagos

#### Ríos
En Macedonia del Norte hay mil cien grandes fuentes de agua. El régimen hidrológico montañoso de los ríos de Macedonia del Norte hace que estén sujetos a las inundaciones. Los ríos fluyen a tres diferentes cuencas: el mar Egeo, el Adriático y la cuenca del mar Negro. La cuenca egea es la más grande. Abarca el 87 % del territorio de la República, que tiene 22 075 kilómetros cuadrados. La mayor parte de los cursos de agua, como el Treska, abandonan las montañas por depresiones profundas y se unen al Vardar en la cuenca de Skopie.
El río Vardar divide el país. Es el río más grande de la cuenca egea, y drena el 80 % del territorio o 20 459 km². Por eso a la región se le llama "Macedonia de Vardar" por el río, para distinguirla de la "Macedonia del Egeo" (en Grecia) y "Macedonia del Pirin" (en Bulgaria). El Vardar es también un río importante de Grecia. Tiene 388 km de largo, de los cuales 301 están en Macedonia del Norte. Su valle tiene un papel importante en la economía y el sistema de comunicaciones del país. El proyecto llamado "El Valle Vardar" se considera crucial para el desarrollo estratégico del país. El río surge en Vrutok, al noreste del país, unos pocos kilómetros al norte de Gostivar en Macedonia del Norte. Pasa a través de los montes Šar luego atraviesa el país a lo largo de un eje noreste suroeste y después de pasar Gostivar, Skopie y hacia Veles, cruza la frontera griega cerca de Gevgelija, Polykastro y Axioupoli, antes de desaguar en el mar Egeo en Macedonia Central al oeste de Tesalónica en Grecia septentrional. El valle comprende tierras fértiles en las prefecturas de Polog Tesalónica y Gevgelija y otras partes. El río está rodeado por montañas por todos lados. Las autopistas Interestatal 1 de Grecia y M1 y E75 recorren el valle a lo largo de toda la longitud del río hasta casi Skopie. El río está representado en el blasón de Skopie, que a su vez está incorporada en la bandera de la ciudad.
Otro río destacado es el Drin Negro, que forma la cuenca adriática, que abarca un área de alrededor de 3320 km², esto es, el 13 % del territorio. Es el segundo río en tamaño. Sale del lago Ohrid luego discurre hacia el norte. Desemboca en el Adriático en la frontera entre Albania y Montenegro.
Otros ríos importantes: el Bregalnica y el Strumica. La cuenca del mar Negro es la más pequeña con solo 37 km². Abarca el lado septentrional del monte Skopska Crna Gora. Aquí está la fuente del río Binachka Morava que, uniéndose al Morava, y más tarde, el Danubio que fluye al mar Negro.

#### Lagos

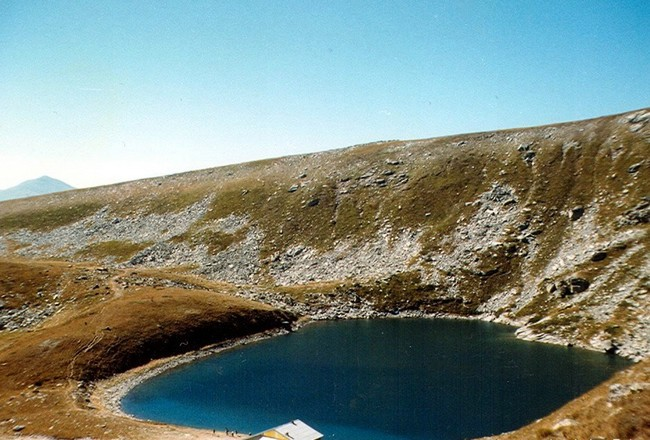
El Golemo Erezo, lago glaciar situado a 2.218 metros de altitud, en los montes Pelister.

Aunque Macedonia del Norte es un estado sin salida al mar, tiene numerosos lagos y lagunas. Los lagos de origen geológico son los más grandes y se encuentran todos en el sur del país. El lago Ohrid, el Prespa y el Doiran (Dojran) son los tres lagos naturales del país y se encuentran en las fronteras de la República, con Albania y Grecia. Los lagos glaciares son muy pequeños y suelen tener forma redonda. Se encuentran en las cumbres entre los 1.500 y los 2.300 metros de altitud. Construidas durante el régimen socialista yugoslavo, las presas hidroeléctricas forman numerosos lagos artificiales. Llegan a ser unos 50 y algunos se utilizan también para el regadío.

##### Lago Ohrid

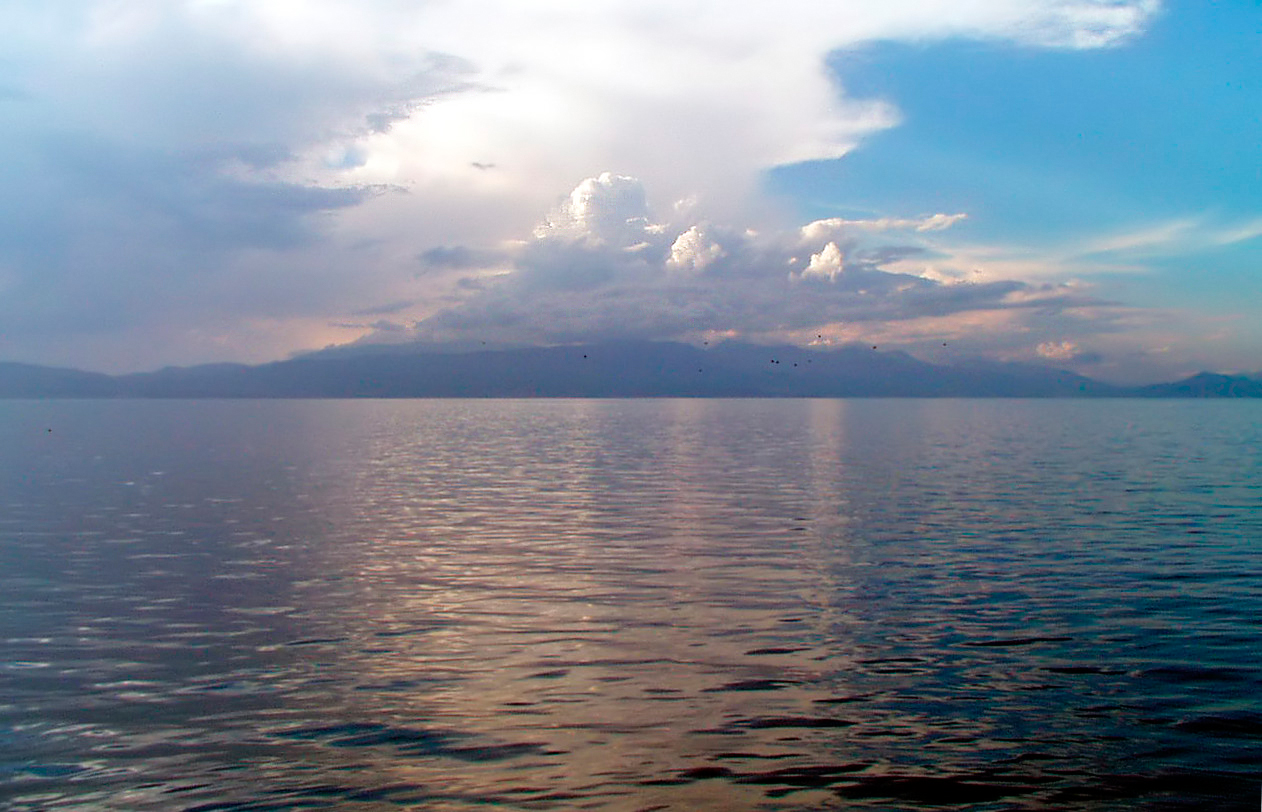
Vista del lago Ohrid.

El lago Ohrid (en macedonio, Охридско Езеро, Ohridsko Ezero) está en la frontera montañosa entre el suroeste de Macedonia del Norte y Albania oriental. El lago Ohrid es el lago más profundo de los Balcanes, con una profundidad máxima de 288 m y una profundidad media de 155 m. Abarca una superficie de 358 km², conteniendo aproximadamente 55,4 km³ de agua. Tiene 30,4 km de largo por 14,8 km de ancho en su máxima extensión con una línea de costa de 87,53 km, compartida entre Macedonia del Norte (56,02 km) y Albania (31,51 km). El lago drena una zona de alrededor de 2600 km² y está alimentado principalmente por manantiales subterráneos en la costa oriental (alrededor del 50% de la entrada total), con aproximadamente 25% de ríos y precipitación directa. Más del 20% del agua del lago viene del cercano lago Prespa, alrededor de 10 km al sureste y a 150 m más alto que el lago Ohrid. 

Mapa topográfico de los lagos Ohrid y Prespa

Mientras que el lago Ohrid es especial como tal, de lejos su cualidad más espectacular es sus impresionantes endemismos. Como en el lago Baikal o el lago Tanganika, lago Ohrid conserva especies endémicas abarcando toda la cadena alimenticia, desde fitoplancton y sessile algae (20 especies; por ejemplo Cyclotella fottii), sobre especies de plantas (2 especies como Chara ohridana), zooplancton (5 especies; p.e., Cyclops ochridanus), peces ciprínidos (8 especies; p.e., Pachychilon pictus), hasta peces predadores (2 especies de truchas; trucha de Ohrid, Salmo letnica y "Belvica" Acantholingua ohridana) y finalmente su diversa fauna de profundidad endémica (176 especies; p.e. Ochridagammarus solidus), con endemismos particularmente grandes entre crustáceos, moluscos, esponjas y Planariidae.
Hay tres ciudades en las orillas del lago: Ohrid y Struga en el lado macedonio; Pogradec en Albania. Hay también varios pueblos pesqueros, aunque el turismo es hoy una parte más significativa de sus ingresos. La cuenca del lago tiene una población de alrededor de 170.000 personas, con 131.000 que viven directamente en la orilla del lago (43.000 en Albania y 88.000 en Macedonia del Norte).
Lago Prespa

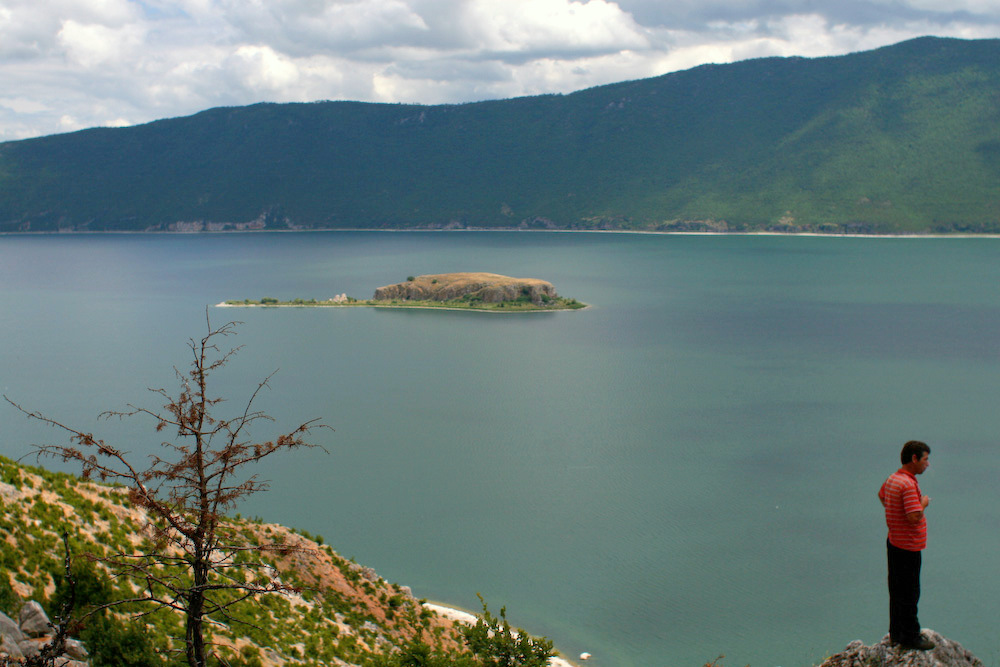
Vista desde la única isla macedonia, Golem Grad del lago Prespa.

El Gran lago Prespa (macedonio: Преспанско Езеро, Prespansko Ezero) se divide entre Albania, Grecia y Macedonia del Norte. El Pequeño Lago Prespa se comparte solo por Grecia y Albania. La isla más grande en el Gran Lago Prespa, en el lado de Macedonia del Norte, se llama Golem Grad ("Ciudad Grande"), y la isla de la Serpiente (Zmiski Ostrov). La otra isla Mal Grad ("Ciudad Pequeña", en Albania) es el lugar de un monasterio arruinado del siglo XIV dedicado a San Pedro. Hoy, ambas islas se encuentran deshabitadas.
Debido a que el Gran Lago Prespa queda alrededor de 150 m por encima del lago Ohrid, que queda sólo alrededor de 10 km al oeste, sus aguas corren por canales subterráneos en el karst y emergen de manantiales que alimentan corrientes que corren al lago Ohrid.

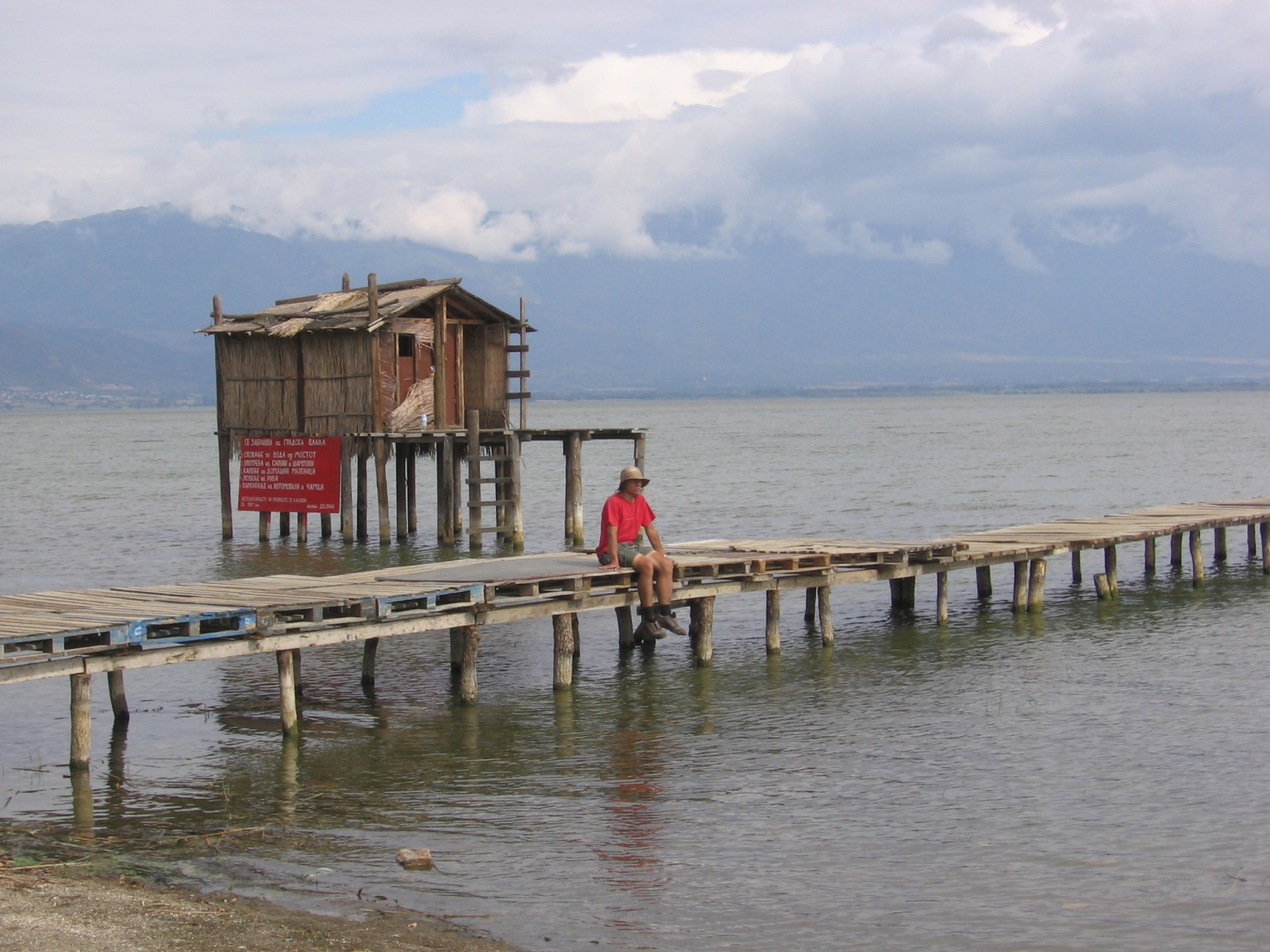
Lago Doiran
El lago Doiran (macedonio:: Доjранско Езеро, Dojransko Ezero) es un lago con una superficie de 43,1 km² compartido entre Macedonia del Norte (27,3 km²) y Macedonia Occidental dentro de la Macedonia Griega, Grecia (15,8 km²). Al oeste está la ciudad de Dojran, al este el pueblo de Mouries, al norte la montaña Belasica y al sur la ciudad griega de Doirani. El lago tiene una forma redondeada, una profundidad máxima de 10 m y una longitud norte-sur de 8,9 km y tiene en su punto más ancho 7,1 km, lo que lo convierte en el tercer lago más grande parcialmente en Macedonia del Norte después del lago Ohrid y el Prespa.

#### Balnearios
La palabra macedonia para balneario es бања, transliterado como "banja". En el país hay nueve ciudades balnearias: Banište, Banja Bansko, Istibanja, Katlanovo, Kežovica, Kosovrasti, Banja Kočani, Kumanovski Banji y Negorci.

### Clima

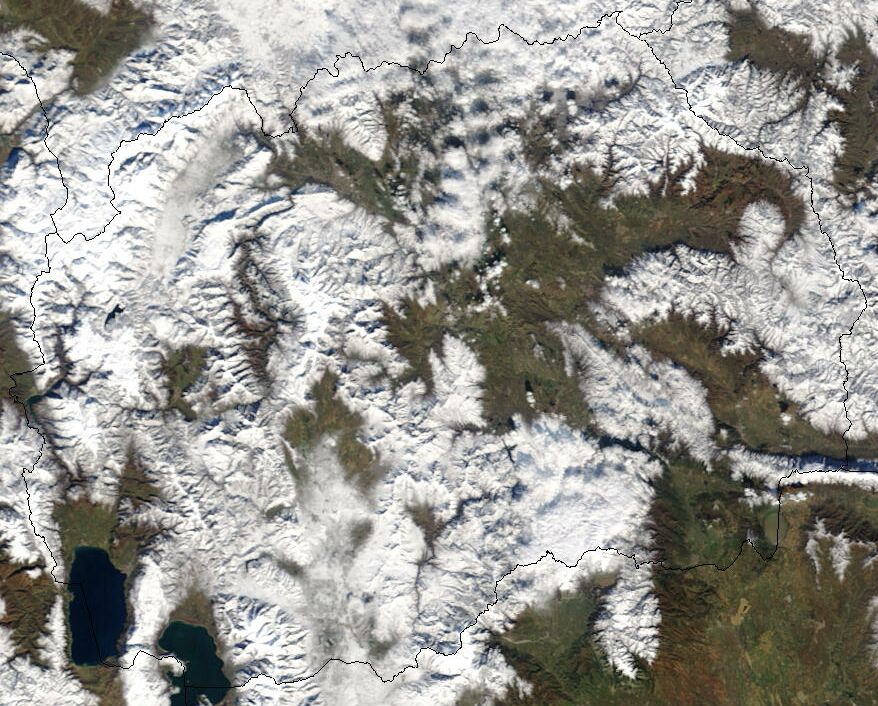
Vista por satélite de Macedonia del Norte en diciembre de 2002; el país se encuentra en su mayor parte cubierto de nieve.

En términos generales, Macedonia del Norte tiene clima continental, con otoños y veranos secos y templados, e inviernos relativamente fríos con intensas nevadas. Tiene un clima muy especial, lo que se explica por su ubicación y topografía. El clima en las llanuras es muy diferente - clima mediterráneo combinado con la influencia del mar Negro. La frontera meridional está, igualmente, a sólo unos 96 kilómetros del mar Egeo. El país también tiene características continentales, que se ven acentuadas por las montañas en el sur, impidiendo que el aire caliente que procede del sur avance hacia el norte. En cambio, los montes Šar inhiben los fríos vientos del norte. En conjunto, las partes septentrional y occidental del país son relativamente cercanas al clima continental y el sur y el este al mediterráneo.
Las estaciones son muy marcadas y la primavera es a veces muy breve. Los veranos son subtropicales de manera que no es infrecuente alcanzar los 40 °C en esta estación, especialmente en las llanuras y en el valle del río Vardar. Los inviernos se caracterizan por su frialdad, la lluvia y la nieve que cae muy a menudo. La temperatura media anual del aire es de 11,5 °C, pero las llanuras están experimentando una temperatura más alta, 15 °C. El mes más cálido es julio, que tiene una media de 22,2 °C y el más frío enero, con una temperatura de 0,3 °C. Las temperaturas máxima y mínima registradas en Macedonia del Norte hasta ahora son 44,5 °C y -31,5 °C.
La lluvia es muy abundante en las partes oeste y este del país, pero la temperatura decrece significativamente en la región del Vardar. Esta región está experimentando inviernos más cálidos a través del vardarec, viento que sube del río desde su desembocadura y trae aire cálido. Skopie, una ciudad que queda en lo bajo, tiene una media de 64 días lluviosos por año, el mes de octubre es el más lluvioso, con 28 mm. La pluviosidad es más abundante en primavera y en el otoño.
| Lugar      | Región                     | Latitud | Longitud | Altitud (m) | Pluviosidad (mm) | Temperatura (°C) |
| ---------- | -------------------------- | ------- | -------- | ----------- | ---------------- | ---------------- |
| Skopie     | Norte del valle del Vardar | 42° 00’ | 21° 26’  | 245         | 940              | 13,5             |
| Kočani     | Macedonia oriental         | 41° 50’ | 22° 00’  | 400         | 538              | 12,9             |
| Lago Ohrid | Macedonia suroccidental    | 41° 03’ | 20° 42’  | 693         | 759              | 11,4             |

| Mes                     | Ene | Feb | Mar | Abr | May | Jun | Jul | Ago | Sep | Oct | Nov | Dic |
| ----------------------- | --- | --- | --- | --- | --- | --- | --- | --- | --- | --- | --- | --- |
| Temperatura máxima (°C) | 5   | 10  | 13  | 18  | 23  | 28  | 31  | 30  | 26  | 20  | 10  | 7   |
| Temperatura mínima (°C) | -5  | 2   | 5   | 7   | 12  | 16  | 18  | 18  | 15  | 11  | 6   | -2  |
| Lluvia (media en mm)    | 100 | 103 | 113 | 175 | 201 | 123 | 132 | 102 | 109 | 127 | 124 | 141 |

### Medio ambiente
Destaca en su patrimonio natural el "Patrimonio natural y cultural de la región de Ohrid", bien mixto declarado patrimonio de la Humanidad por la Unesco en el año 1979, ampliado en 1980. Tiene tres parques nacionales: Galichica, Mavrovo y Pelister.
La región es sísmicamente activa y ha estado sujeta a terremotos destructivos en el pasado, el más reciente en 1963 cuando Skopie fue severamente dañada por un gran terremoto. El principal problema medioambiental es la contaminación atmosférica derivada de las fábricas metalúrgicas.

## Geografía humana

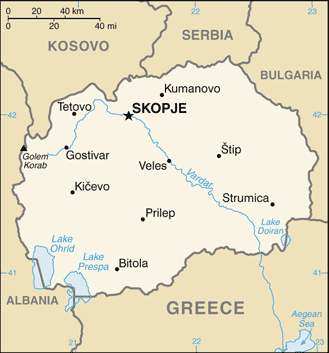
Mapa de Macedonia del Norte.

La población de Macedonia del Norte se calcula en 2.066.718 (julio de 2009), de la que el 67% es urbana (2008).
La población es mayoritariamente eslava, predominando los macedonios (64,2%) sobre las minorías de turcos (3,9%) y albaneses (25,2%). Hay también gitanos 2,7%, serbios 1,8%, y otros 2,2% (censo de 2002). La religión mayoritaria es la Iglesia ortodoxa de Macedonia (64,7%), aunque también hay musulmanes (33,3%) y otros cristianos (0,37%). El censo de 2002 recoge además un 1,63% de "otros y sin especificar". En cuanto a los idiomas que se hablan, son: macedonio 66,5%, albanés 25,1%, turco 3,5%, romaní 1,9%, serbio 1,2%, otros 1,8% (censo de 2002). 
La ciudad más grande de la república es, con gran diferencia, Skopie, la capital; su población se calcula en 506.926 habitantes. Después de Skopie, las ciudades más grandes son Bitola, Kumanovo, Prilep y Tetovo, con poblaciones que están entre las 50.000-75.000 personas. 
En cuanto a las divisiones administrativas, Macedonia del Norte tiene 84 municipios (opstini, singular - opstina). Diez de ellos constituyen colectivamente una entidad mayor, el municipio de Skopie: Aerodrom, Butel, Cair, Centar, Dorce Petrov (Gjorce Petrov), Gazi Baba, Karpos, Kisela Voda, Saraj y Suto Orizari.
Los restantes municipios son: Aracinovo, Berovo, Bitola, Bogdanci, Bogovinje, Bosilovo, Brvenica, Caska, Centar Zupa, Cesinovo, Cucer Sandevo, Debar, Debarca, Delcevo, Demir Hisar, Demir Kapija, Dojran, Dolneni, Drugovo, Gevgelija, Gostivar, Gradsko, Ilinden, Jegunovce, Karbinci, Kavadarci, Kicevo, Kocani, Konce, Kratovo, Kriva Palanka, Krivogastani, Krusevo, Kumanovo, Lipkovo, Lozovo, Makedonska Kamenica, Makedonski Brod, Mavrovo i Rostusa, Mogila, Negotino, Novaci, Novo Selo, Ohrid, Oslomej, Pehcevo, Petrovec, Plasnica, Prilep, Probistip, Radovis, Rankovce, Resen, Rosoman, Sopiste, Staro Nagoricane, Stip, Struga, Strumica, Studenicani, Sveti Nikole, Tearce, Tetovo, Valandovo, Vasilevo, Veles, Vevcani, Vinica, Vranestica, Vrapciste, Zajas, Zelenikovo, Zelino y Zrnovci.

## Geografía económica

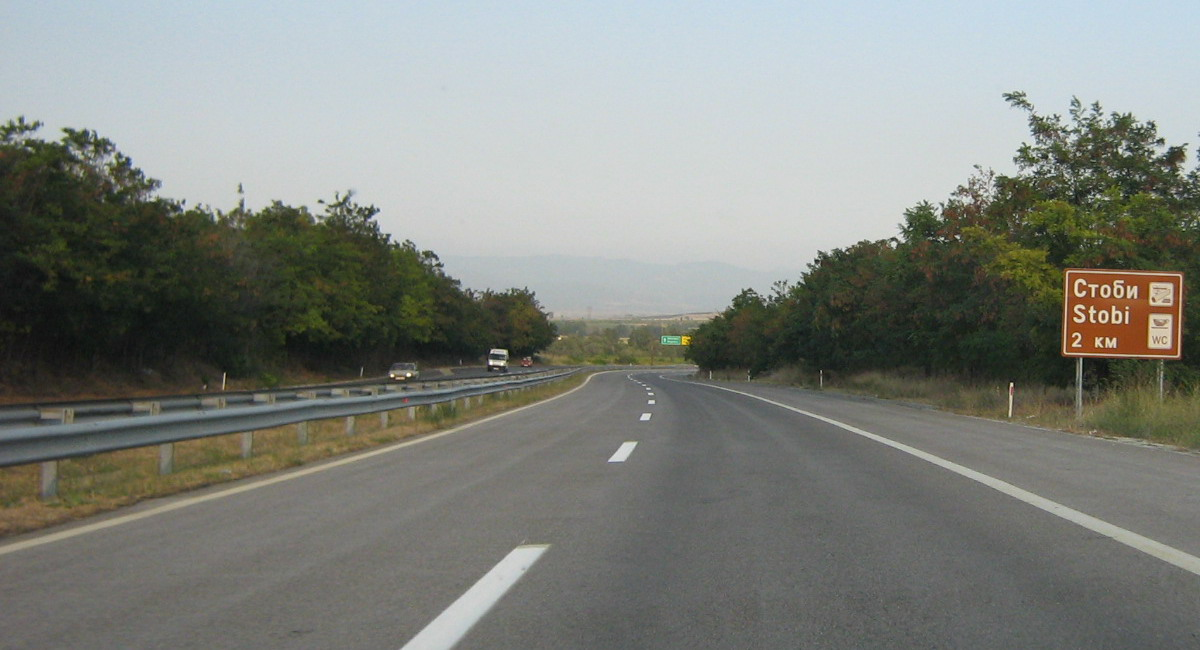
carretera en macedonia

Los recursos naturales de Macedonia del Norte son: mineral ferroso de baja calidad, cobre, plomo, cinc, cromita, manganeso, níquel, tungsteno, oro, plata, amianto, yeso, madera. En cuanto al uso de la tierra, la tierra arable representa el 22,01%, las cosechas permanentes 1,79% y otros 76,2% (2005). El regadío abarca 550 kilómetros cuadrados (2003). 
Cuando se independizó en septiembre de 1991, la entonces denominada Antigua República Yugoslava de Macedonia era la menos desarrollada de las repúblicas yugoslavas, produciendo tan sólo el 5% de la producción federal total de bienes y servicios. La caída de Yugoslavia puso fin a las transferencias de pagos desde el gobierno central y eliminó las ventajas de estar incluido en una zona que de hecho era de libre comercio. La ausencia de infraestructuras, las sanciones de las Naciones Unidas sobre la Yugoslavia reducida en su tamaño, y un embargo económico griego sobre una disputa sobre el nombre constitucional del país y su bandera dificultaron el crecimiento económico hasta el año 1996. Luego ha ido creciendo poco a poco su PIB a lo largo de los años posteriores.
Tiene una economía pequeña y abierta, lo que hace que Macedonia del Norte sea vulnerable a los acontecimientos económicos en Europa y dependiente de la integración regional y progreso hacia la integración en la Unión Europea para lograr el crecimiento económico. Ha mantenido la estabilidad macroeconómica con una inflación baja, pero ha quedado detrás del resto de la región a la hora de atraer la inversión extranjera y crear trabajos, a pesar de amplias reformas fiscales y de negocios. El desempleo se sitúa oficialmente en un 35%, pero puede que sean datos sobrestimados debido a la existencia de la economía sumergida, calculada en más del 20% del PIB. 
El sector servicios es el que más contribuye al PIB 58,2% (est. 2009) y emplea a la mayor parte de la población activa 50% (est. septiembre de 2007). La industria aporta el 29,9% del PIB y emplea al 30,4% de la población activa. Se trata de industria de la alimentación, bebidas, textil, química, hierro, acero, cemento, energía y farmacéutica. Finalmente, la agricultura aporta el 11,9% del PIB y emplea al 19,6% de la población activa. Los productos agrícolas son vid, vino, tabaco, hortalizas y frutas. De la ganadería se obtiene leche y huevos.